# Hôn nhân cùng giới ở New Hampshire
Hôn nhân cùng giới đã hợp pháp tại tiểu bang New Hampshire của Hoa Kỳ kể từ ngày 1 tháng 1 năm 2010, dựa trên luật pháp được Thống đốc John Lynch ký vào ngày 3 tháng 6 năm 2009. Luật pháp quy định rằng các kết hợp dân sự, mà nhà nước đã thành lập ngày 1 tháng 1 năm 2008, sẽ được chuyển đổi thành hôn nhân vào ngày 1 tháng 1 năm 2011, trừ khi bị giải thể, bãi bỏ, hoặc chuyển đổi thành hôn nhân trước ngày đó.

## Kết hợp dân sự
Sau những cuộc hôn nhân cùng giới đầu tiên ở Massachusetts tháng 5 năm 2004, New Hampshire thành lập một ủy ban gồm 14 thành viên để xem xét câu hỏi về sự công nhận dân sự về các mối quan hệ cùng giới. Trong một cuộc bỏ phiếu từ 7 đến 4, họ đã đề nghị sửa đổi Hiến pháp Tiểu bang để hạn chế hôn nhân với các tổ chức tình dục khác giới, củng cố định nghĩa về hôn nhân theo luật định của nhà nước để ngăn chặn tư pháp từ việc tìm kiếm một yêu cầu hiến pháp mà các cặp vợ chồng cùng giới tính được phép kết hôn.